# История социологии
История социологии — наука о социологии, как дисциплине и отрасли гуманитарного знания, процессе её становления и развития.

## Донаучный этап

### Античность
В античности существовало две традиции по отношению к обществу: Общество естественно (Аристотель) и общество искусственно (Платон)

### Средние века
Человек изначально грешен. Он является относительной личностью, поскольку является творением Бога как Абсолютной Личности. Человечество изначально едино как воплощение воли Творца, представляемого Церковью. Государство как способ организации человеческой жизни вторично по отношению к Церкви.

### Эпоха Возрождения
В эпоху Возрождения были созданы идеи социалистов-утопистов Томаса Мора (1478—1538) и Томмазо Кампанеллы (1568—1639) и проект научного развития общества, осуществление которого предполагало всеобщее участие, Фрэнсиса Бэкона (1561—1626). Идеи Макиавелли знаменуют собой переход от социального утопизма к своего рода политическому реализму, предусматривавшему разделение государства и гражданского общества.

### Новое время
Томас Гоббс (1588—1679) создал понятие общественного договора. В его труде «Левиафан» осуществляется идея перехода к гражданскому обществу и обоснование легитимности власти.
Джон Локк (1632—1704). Естественное состояние по Локку — это равенство, где господствуют законы разума. По Локку государство — это желание сохранить свободу и естественность. Главное отличие естественного состояния от гражданского по Локку — наличие общего установленного закона. Заключение общественного договора ограничивает свободу государства.
Тюрго (1727—1781) создал идею социального прогресса, далее она разрабатывалась Кондорсе (1743—1794). Прогресс — основной закон жизни человечества. Всё ведёт к прогрессу. Разные народы по-разному развиваются, так как в них разное количество талантливых людей. Просвещение ведёт к прогрессу. Скорость прогресса зависит от обстоятельств.

## Первые попытки описания общества
Термин социология ввёл Огюст Конт (1798—1857) (свою социологию он также называл социальной физикой), став (в 1842 году) основоположником позитивной философии. На раннем этапе своего творчества Огюст Конт создавал свои труды, будучи личным секретарём социалиста-утописта Клода Сен-Симона (1760—1825), учение которого тогда оказало на него большое влияние.
Под социологией Конт понимал всю совокупность знаний об обществе. По его мнению, социология должна взять из естествознания такие методы, как наблюдение, эксперимент и сравнительный анализ. Конт делил социологию на социальную статику и социальную динамику. Социология по Конту исследует законы исторического развития, так как сущность общественных явлений в их историчности. Огюст Конт обычно рассматривается в качестве основоположника социологии, так как он первым поднял вопрос о необходимости создания обобщающей науки об обществе, однако основные идеи социологии разрабатывались ранее другими исследователями. Обеспечивает неминуемость прогресса, по Конту, духовное «Великое существо».

### Натурализм в социологии XIX века
Среди первых социологов также следует назвать Герберта Спенсера (1820—1903). Его можно считать основоположником органицизма и эволюционизма. Слабость идей органицизма в том, что аналогии подменяли конкретный анализ (органицисты пытались устанавливать закономерности в обществе по аналогии с закономерностями в живых организмах).
Спенсер сформулировал независимо от Дарвина свою теорию эволюции. Социальная эволюция по Спенсеру — это часть всеобщей эволюции. В ней также действуют два фактора: борьба за существование и выживание наиболее приспособленных (естественный отбор). Он выделял две стороны процесса эволюции — интеграция и дифференциация: от неустойчивости к устойчивости; и три фазы эволюции: неорганическая, органическая, надорганическая. Социальная эволюция — это часть надорганической, которая отличается уровнем сложности, темпами изменения и важностью следствий.
Идеи эволюционизма развивались во многих странах независимо, одной из ветвей эволюционизма был социальный дарвинизм:
Людвиг Гумплович (1838—1909), Австрия. Написал ряд трудов: «Основы социологии», «Социология и политика», «Социологическая идея государства», «Раса и государство», «Расовая борьба». Считал, что предмет социологии — изучение социальных групп и взаимоотношений между ними. Социальная группа для него — не просто сумма составляющих её единиц, а обладающая групповым эффектом. Основной закон каждой социальной группы — стремление подчинить себе другие социальные группы, стремление к порабощению и господству, к самосохранению.
Уильям Самнер (1840—1910), США. Считал, что социальная эволюция происходит независимо от воли и желания людей и законы естественного отбора и борьбы за существование универсальны. Основная работа Самнера: «Народные обычаи», где он осуществляет попытку объяснения происхождения и развития некоторых важных групповых привычек и социальных форм жизни людей. Обычай по Самнеру — стандартные групповые формы поведения, выступающие на уровне индивида как привычки. Ввёл понятие In-референтных и Out-референтных групп.
Также в рамках социал-дарвинизма существовала расово-антропологическая школа. Самый известный её представитель — Артюр де Гобино (1816—1882). Основной труд — «Опыт о неравенстве человеческих рас». Он пытался оправдать существующее неравенство в обществе и обосновал его расовыми различиями. Главный критерий — уровень интеллекта расы.

### Психологизм в социологии на рубеже XIX—XX веков
На рубеже веков психологизм в социологии выступает общей тенденцией. Это связано с тем, что психологи стали учитывать социальные факторы, а не только психологические, а социологов не удовлетворяли биологические аналогии в социологии.
Психологический эволюционизм разрабатывал Франклин Гиддингс (1855—1931) — основатель первой в США кафедры социологии. Позже он встал на позиции позитивизма и бихевиоризма.
Вильгельм Вундт (1832—1920), Германия. Написал труд «Психология народов», который был попыткой начать исследования взаимоотношений культуры и индивидуального сознания.
Уильям Мак-Дугалл, (1871—1938), США. Считал, что теоретической основой всех социальных наук должна быть психология инстинктов. Называл свою концепцию «гормической психологией». «Горме» — стремление к биологически значимой цели.
Габриель Тард (1843—1904) — один из основоположников социальной психологии. Модель социального бытия у Тарда выглядит, как взаимоотношения двух индивидов, один из которых подражает другому. Источник всех социальных явлений — взаимодействие открытий и подражаний. Критиковал Дюркгейма за отрыв «социальных фактов» от их личностно-психических оснований. Законы социологии Тард делит на логические и внелогические. Логические объясняют, почему одни инновации распространяются, а другие нет, насколько созрела потребность в новшестве.
Густав Лебон (1841—1931), Франция. Описывал «Психологию толп». Анализируя проблемы «психики толп», Лебон отмечал такие её особенности, как преимущественно эмоциональный характер, заражённость общей идеей, сознание непреодолимости собственной силы, утрата чувства ответственности, нетерпимость, догматизм, внушаемость, импульсивность и готовность следовать за лидерами. Потому критиковал идеи социализма.

## Основополагающие социологические теории

### Социология Карла Маркса
Карл Маркс (1818—1883), Германия.
К. Маркс создал научный подход к пониманию общественного развития, использовав открытие классов и классовой борьбы английской классической политэкономией и французской исторической школой.
Маркс показал, что существование классов связано с исторически преходящими формами общественного производства человеческой жизни. Господство частной собственности требует государства как «первой идеологической силой над человеком» (Ф. Энгельс), то есть как исторически первого способа выражения частных интересов в виде всеобщих.
Основные этапы общественного развития представляют собой общественно-экономические формации, основу которых образует господствующий способ производства. Переход от одной формации к другой представляет собой общественный переворот как способ разрешения противоречий между производительными силами и препятствующими их восходящему развитию производственными отношениями.
Переход к капиталистическому способу производства выступает в форме социальной революции.
Существование классов до социализма указывает на антагонистический (то есть непримиримый в рамках классового общества) характер общественной жизни.
С победой капиталистического способа производства создаются условия для политической власти рабочего класса (диктатуры пролетариата) и возникновения социалистического общества как исторически необходимого перехода к бесклассовому обществу. Возникает задача осуществления социалистической революции.
Ссылаясь на Маркса, принято выделять следующие общественно-экономические формации: первобытнообщинная, рабовладельческая, феодальная, капиталистическая и, в итоге, коммунистическая, хотя у Маркса речь идёт о них постольку, поскольку их существование доказано. Маркс никогда не сводил развитие истории к реализации схемы, состоящей из этих формаций.

### Концепция Фердинанда Тённиса
Фердинанд Тённис (1855—1936), Германия. Основоположник немецкой классической социологии. Возглавлял германское социологическое общество с 1921 года. Социология Тённиса вытекает из противоречия между рационалистическим и историческим подходами к проблеме возникновения государства, права и социальных институтов. Основная работа: «Общность и общество». Тённис разработал формальную социологию, анализирующую свой предмет независимо от его отдельных содержательных характеристик. Это способствовало предметному и методологическому самоопределению социологии. Также он осуществил антипозитивистский переворот в истории социологии, который заключается в переходе от понимания общества как механической связи, к пониманию общности как субъективно-смысловой реальности.

### Формальная социология Георга Зиммеля
Георг Зиммель (1858—1918), Германия. Основоположник «формальной социологии». Общество для Зиммеля — это совокупность форм взаимодействий (форм социации), а поэтому они должны исследоваться сами по себе, а не как функциональные элементы целого. Главный объект исследования Зиммеля — обобществление или взаимодействие, и оно первично по отношению к обществу.

### Макс Вебер и «Понимающая социология»
Макс Вебер (1864—1920), Германия. Родоначальник «Понимающей социологии». Разработал теорию бюрократии. Предмет его анализа — поведение человека, которое можно понятно истолковать. Отличие понимания истории от понимания социологии — в действиях индивида есть некий смысл. Таким образом, предмет социологии — действие, связанное с субъективно подразумеваемым смыслом. Понятны только осмысленные действия, то есть, направленные на достижение явно означенных индивидом целей. Создал типологию действий: Целерациональное (идеальный тип, чисто рациональное действие), Ценностно-рациональное, Аффективное, Традиционное. По Веберу, социология изучает только те действия, которые может объяснить.

### Эмиль Дюркгейм — социологизм
Эмиль Дюркгейм (1858—1917), Франция. Основатель социологического реализма и структурного функционализма. Основатель социологии религии. По Дюркгейму основу социальной жизни составляют социальные факты, не сводимые ни к экономическим, ни к психологическим, ни к физическим факторам действительности и обладающие рядом самостоятельных характеристик. Их главные признаки — объективное, независимое от индивида существование и способность оказывать на индивида давление — «принудительная сила». Согласно принципу социального детерминизма он при изучении общества требовал объяснять «социальное социальным». Широко известны работы «Самоубийство» и «Метод социологии».

### Вильфредо Парето — теория элит
Вильфредо Парето (1848—1923), Италия. Концепция называется «акцентуированный гиперпозитивизм». Его философская антропология направлена против рационалистической модели человека, когда человек сначала обдумывает поступки, а потом действует. По Парето человек сначала действует, а потом ищет основания своих действий. Таким образом, человек в духе Фрейда иррационален и стремится рационально объяснить иррациональные основания своего поведения. Общество — система, состоящая из взаимосвязанных частей (механистическая модель общества). Теория элит: элита бывает властная и потенциальная. Основной тезис Парето — общество это кладбище аристократии. Элиты постоянно циркулируют и движутся. Парето описывает признаки упадка аристократии: она пытается присвоить себе максимум богатств и становится чересчур либеральной, после чего погибает.
Особенность институционализации социологии в США в том, что социология сразу получила доступ на университетские кафедры. Особенность американской социологии — ориентация на практическую работу. Многие отождествляли социологию с социальной работой. Главная проблема того периода — отсутствие теоретической и методологической базы. Две главные характеристики — эмпиризм и прагматизм.
Первая кафедра социологии в мире появилась в Чикагском университете в 1892 г.

### Чикагская школа
Основная статья: Чикагская школа социологии
Уильям Томас (1863—1947). Совместно с Флорианом Знанецким провёл и описал исследование случая (case-study) «Польский крестьянин в Европе и Америке», которое стало поворотным в развитии социологии в США и в мире. Вошёл в историю также благодаря сформулированной теореме об определении ситуации: «Если люди определяют ситуации как реальные, то они реальны по своим последствиям».
Флориан Знанецкий (1882—1958). Считал, что социология — наука о социальной организации, изучающая правила поведения, которые касаются активных взаимоотношений как между отдельными членами группы, так и между каждым её членом и всей группой в целом. Ядром социальной организации выступает социальный институт. Изменение общества трактуется как взаимодействие с окружающей средой. Общество меняется, приспосабливаясь к среде, человек — адаптируясь к обществу. Разработал концепцию социального действия: социальное действие — это поведение, которое стремится воздействовать на других людей. Два основных типа действия — приспособление и оппозиция.
Роберт Парк (1864—1944). Парк понимал социологию как науку о коллективном поведении. Общество — это организация социального контроля. Социальный контроль — общество символов, знаков и значений, которое преобразует коллективное поведение во взаимодействие. В работе «Город» рассмотрена проблема социальной экологии: социальная экология позволяет рассматривать город как своеобразную органическую целостность, обладающую структурой, закрепляющую функции за отдельными социальными институтами и группами. Социальную экологию интересует значение позиций во времени и пространстве. В работе «Город» показан принцип расселения по принципу борьбы за существование. («Самое лучшее для самых лучших»). Посредством порядков в обществе поддерживается динамическое равновесие, степень свободы уменьшается. Центральная проблема социальной экологии — проблема равновесия и кризисов.
Уильям Огборн (1886—1959). Оказал большое влияние на внедрение психоанализа в американскую социологию. Использовал теории неврозов Фрейда и индустриальных психозов К. Паркера. С него началась концепция технологического детерминизма. В социологии стали разрабатываться вопросы адаптации, урбанизации, порядка и контроля.
Особенности Чикагской школы социологии:
1) методика — анализ личности
2) государственный заказ
3) конкретика и прагматизм

### Колумбийская школа
Пауль Лазарсфельд (1901—1976). Разрабатывал качественные и количественные методы в социологии. Социологи изучают человека вообще, а методолог — социолога в работе. Лазарсфельд полагал, что такая методология может возникнуть только при развитии социологии. Требовал единства количественных и качественных методов, чтобы не разделять теорию и практику.
Якоб Леви Морено (1892—1974). Основоположник нового направления на стыке социологии, психологии и философии — социометрия (исследование малых групп). Социометрию можно назвать антипозитивизмом. Это особая школа социальной науки и практики, новый, особый подход к изучению социальных явлений. Свою процедуру Морено противопоставляет психоанализу. Социальная реальность по Морено — это совпадение внешнего представления общества и социометрической матрицы.

## Современная социология

### Структурно-функционалистская парадигма
Альфред Рэдклифф-Браун (1881—1955) первым применил системный подход к изучению обществ. Общество по нему — это суперорганизм, который имеет необходимые условия существования, из-за которых и возникают социальные институты. Функция социальных явлений — создавать и поддерживать солидарность.
Бронислав Малиновский (1884—1942) уточняет понятия функции и применяет функциональный подход к изучению культуры. То есть каждый элемент культуры первобытного общества выполняет важную функцию.
Толкотт Парсонс (1902—1979). Классик мировой социологии, основоположник системно-функциональной парадигмы. Разработал метатеорию — теорию действия, на её основе — теорию систем.
Предложил структуру элементарного акта действия:
1. Агент (действующее лицо) = актор. Понимается не как организм, а как сознание, «Я».
2. «Цель» — такое будущее положение вещей, на которое ориентировано выполняемое действие.
3. Ситуация действия (она разбита на средства и условия). Средства контролируются, а условия нет.
4. Нормативная ориентация — ценностная оценка средств, которая накладывает ограничения.

Основные черты функционализма для самого общества таковы:
1. Общество рассматривается как система.
2. Процессы системы рассматриваются с точки зрения взаимосвязанности её частей.
3. Подобно организму система считается ограниченной (то есть в ней действуют процессы, направленные на сохранение целостности её границ).

Основные функции, которые должны выполняться в любой социальной системе:
1. Адаптация — система адаптируется к условиям.
2. Достижение цели — достижение конкретных целей и мобилизация средств для получение результатов.
3. Интеграция — связь между элементами.
4. Воспроизводство образца (латентность) — запас внутренней прочности (для социальных систем) и возможность выдерживать напряжение между элементами.

Теорию дорабатывал Роберт Мертон (1910—2003). Ввёл в социологию понятие «ТСУ» — (Теория среднего уровня), понятие явных и латентных функций.
Построение всеобъемлющей теории считал преждевременным, так как для этого нет материалов. Теория Парсонса по его мнению не применима к практике, потому нужна альтернатива — ТСУ. ТСУ — теории, ориентированные на ограниченный круг явлений и подкреплённые эмпирическими данными (например, изучение преступности даёт материал для теории девиации и т. п.). Основная теорема функционального анализа Роберта Мертона: «Точно так же, как одно и то же явление может иметь многочисленные функции — так и одна и та же функция может по-разному выполняться различными явлениями»

### Бихевиоризм
Концепцию разработал Б.Скиннер (1904—1990). Скиннер полагал, что элементарные принципы поведения животных характерны и для человеческого поведения. Поведение индивида обуславливается и контролируется окружающей средой (язык, обычаи).
Дж. Хоманс (1910—1989) на этой основе разработал теорию обмена. Основная проблема социологии по Хомансу: решить, как поведение многих людей в соответствии с психологическими положениями сплачивается для образования и поддержания устойчивых социальных структур. Хоманс концептуализировал человеческое поведение как обмен вознаграждениями и наказаниями. Оперантное поведение — подкрепление.

### Символический интеракционизм
Чарльз Хортон Кули (1864—1929). Он сам называл себя не социологом, а социальным психологом. Основная проблема, которая волновала интеракционистов — каким образом взаимодействие между индивидами формирует социальную структуру и как эти социальные структуры, выступая в роли сети взаимодействий, формируют индивидов. Человеческая природа по Кули — продукт коммуникации. Человек становится личностью и развивает своё «Я» посредством интеракции между людьми. Каждый индивид — продукт определённой специфической комбинации отношений между людьми. «Я» всегда динамично, оно находится в постоянном изменении.
Символический интеракционизм Дж. Г. Мида (1863—1931). Мид ничего не писал сам, его книга написана с лекций студентов. Основной тезис Мида — что личность и социальное действие формируется с помощью символов, которые приобретаются в процессе социализации и взаимно подтверждаются и изменяются в процессе социального взаимодействия его участниками. В данном контексте основная способность человека — сознание и способность к интерпретации. Ввёл в социологию понятие «Self» — «Самость». Оно означает что человек относится к себе как к объекту (рефлексия). Наличие self позволяет интерпретировать мир. Self делится на I и Me. «Me» — воспринятая и усвоенная индивидом организованная совокупность социальных установок, норм, диспозиций. «I» — импульсивное Я. Me — требования к человеку, а I — реакция на это, нерефлексируемая часть.

### Феноменологическая социология
Альфред Шюц (1899—1959). Феноменология — наука о феноменах, которые существуют в сознании непосредственно и не связаны с умозаключениями. Основные понятия в феноменологической социологии Шюца: жизненный мир и естественная установка. Первое — это все, на что направлено сознание. Второе — дорефлексивная точка зрения. Предметом феноменологии является процесс приобретения человеком социального опыта и то, как его опыт определяет общение с миром. Взаимопонимание людей происходит благодаря процессам типизации и идеализации.
Питер Бергер (р. 1929) и Томас Лукман (р. 1927) написали трактат по социологии знания «Социальное конструирование реальности» (1966).
Общество по Бергеру-Лукману включает два основных момента: существует как субъективная, так и объективная реальность. Общество — непрерывный диалектический процесс. Во взаимоотношениях вырабатываются общие значения, а взаимодействия типизированы.
Общество как объективная реальность строится на экстернализации и объективации (включающую институционализацию). Для передачи знания его нужно объективировать. Для поколения, которое его создаёт впервые оно субъективно, для следующего уже объективно. Важно понятие роли, так как оно показывает институционализацию. Процесс перевода объективированного социального мира в сознании в ходе социализации — интернализация. Человек — социальный продукт, общество и объективная реальность, и человеческий продукт.

### Неомарксизм Франкфуртской школы
Франкфуртская школа была основана в 1930. В 1933 переехала в США. Основные представители: М. Хоркхаймер, Т. Адорно, Г. Маркузе, Э. Фромм.
Методологические принципы:
1. Отрицание позитивизма с его размежеванием ценностей и фактов (в Дюркгеймовском смысле).
2. Приверженность к гуманизму, освобождение человека от всех форм эксплуатации.
3. Акцент на значимость человеческого начала в социальных отношениях.

Направленность трудов учёных Франкфуртской школы — в основном на критику капиталистического общества.

### Теория интегрального синтеза
Разрабатываются с 70-х годов XX века.
Юрген Хабермас (р. 1929) Последний представитель Франкфуртской школы. Первый представитель теории интегрального синтеза. Пытается соединить марксизм с новейшими тенденциями современной философии \ социологии (герменевтика, феноменология). Создал труд: «Теория коммуникативного действия». Это теория общества, стремящегося выяснить свои критические масштабы: попытка перенести теорию общества в парадигму коммуникации, так как именно коммуникативная модель даёт возможность выявить универсалистский рационалистический потенциал структур сознания и указать на использование этого потенциала в социальных процессах модернизации. Есть два способа рассмотрения общества — общество как жизненный мир и общество как социальная система. Жизненный мир — общества с точки зрения субъекта, система — общество с позиции наблюдателя извне. Система колонизирует жизненный мир. В итоге он может быть разрушен. Выход в его рационализации.

### Конструктивный структурализм Пьера Бурдьё
Пьер Бурдьё (1930—2002). Теоретическая позиция: попытка избежать противопоставления теоретической и эмпирической социологии (практический социолог). Цели Бурдьё — исследовать диалектическую связь между объективными структурами и субъективными явлениями. Вместо понятий субъект и индивид он вводит понятие «агент», который осуществляет стратегии, то есть системы практик. Основными понятиями также являются «габитус» и «поле». Понятие «габитус» ввёл Марсель Мосс. Габитус — это система приобретённых диспозиций, порождающая и структурирующая практику агента и его представления. Так как Бурдьё отказывается от понятия структуры, он заменяет его понятием поля. Поле — сеть отношений между объективными позициями. Преимущественно Бурдьё говорит о трёх полях и видах капитала: экономическом, культурном, социальном. Подробнее см. на сайте «Социологическое пространство Пьера Бурдьё»